# کلرادو فیول اند آیرون
کلرادو فیول اند آیرون (به انگلیسی: Colorado Fuel and Iron) شرکت فولاد آمریکایی بود، که در سال ۱۹۰۳ توسط جان دیویس راکفلر و وارثان جی گولد در شهر پوابلو، کلرادو تأسیس شد.
دوران طلایی این شرکت در فاصله میان سال‌های ۱۹۰۳ تا ۱۹۱۲ بود و در این دوره جزئی از شاخص صنعتی داو جونز محسوب می‌شد. در سال ۱۹۸۲ در پی رکود بازار فولاد، این شرکت تا مرز ورشکستی پیش رفت و در نهایت در سال ۱۹۹۳ توسط شرکت اورگان استیا میلز خریداری شد. سپس نام آن از کلرادو فیول اند آیرون، به اورگان استیلز هلدینگ تغییر یافت. در ماه ژانویه ۲۰۰۷ این شرکت، توسط شرکت روسی اوراز خریداری شد.